# Trittsee-Bruchbach
Trittsee-Bruchbach ist ein deutsches Naturschutzgebiet im Landkreis Havelland in Brandenburg. Es erstreckt sich nordwestlich von Steckelsdorf und umfasst den Trittsee und den westlichen Teil des Steckelsdorfer Sees. Am westlichen Rand des Gebietes verläuft die Landesstraße L 96, westlich die L 97 und nordwestlich die Landesgrenze zu Sachsen-Anhalt. Östlich erstreckt sich das 68,07 ha große Naturschutzgebiet Puhlsee.

## Bedeutung
Das 70,51 ha große Naturschutzgebiet mit der Kennung 1198 wurde mit Verordnung vom 23. Dezember 1997 unter Naturschutz gestellt.